# Seïm
Pour l'institution parlementaire, voir Seïm (Transcaucasie).
La Seïm, également Seym ou Sejm (en ukrainien et en russe : Сейм), est une rivière de Russie et d'Ukraine, et l'affluent principal de la Desna.

## Géographie

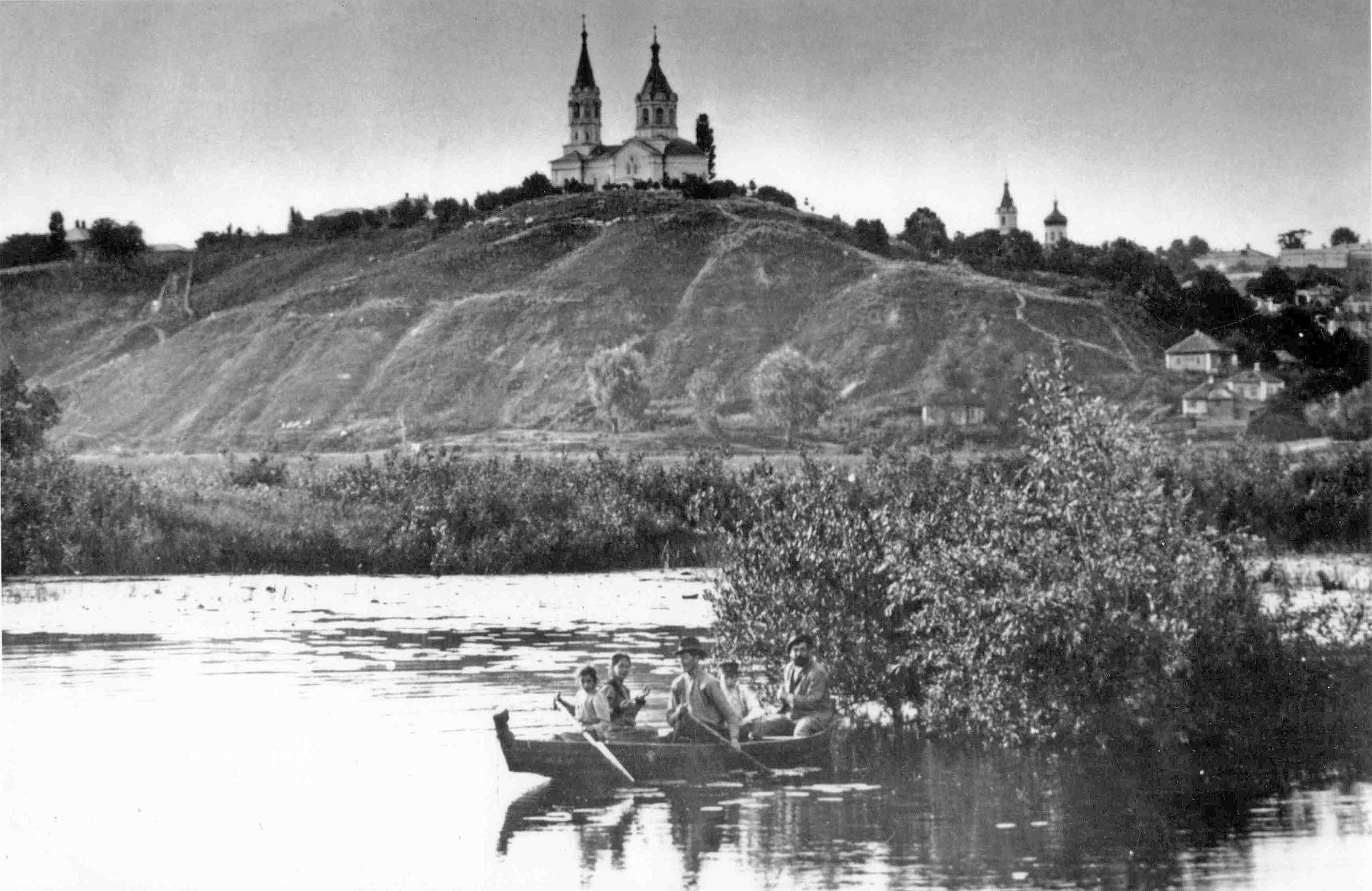
La rivière à Poutyvl devant le monastère Movchansky avant 1914.

Son cours est long de 748 km et draine un bassin d'une superficie de 27 500 km2.

### Villes traversées
La rivière traverse les villes suivantes :
- en Russie : Koursk, Lgov, Rylsk, Kourtchatov
- en Ukraine : Poutyvl et Batouryn

## Histoire
La rivière présente un intérêt géostratégique pour couper une voie de ravitaillement des forces d'occupation russes en Ukraine.
Dans le cadre de l’incursion d'août 2024 dans l'oblast de Koursk, les Forces armées de l'Ukraine ont détruit trois ponts surplombant la rivière Seïm entre le 16 et le 19 août, le pont de Glouchkovo puis celui de Zvannoïe et enfin le pont de Karyzh (ru) ciblés à l’aide de missiles à longue portée isolant ainsi une partie du territoire de l’oblast de Koursk du reste de la Russie.
Fin août 2024, une pollution de l'eau cause la mort de nombreux poissons. Elle semble provenir de l'usine de sucre de Tiotkino (oblast de Koursk) en Russie où une bassine de rétention de déchets organiques se serait déversée dans la rivière Seim.

## Galerie

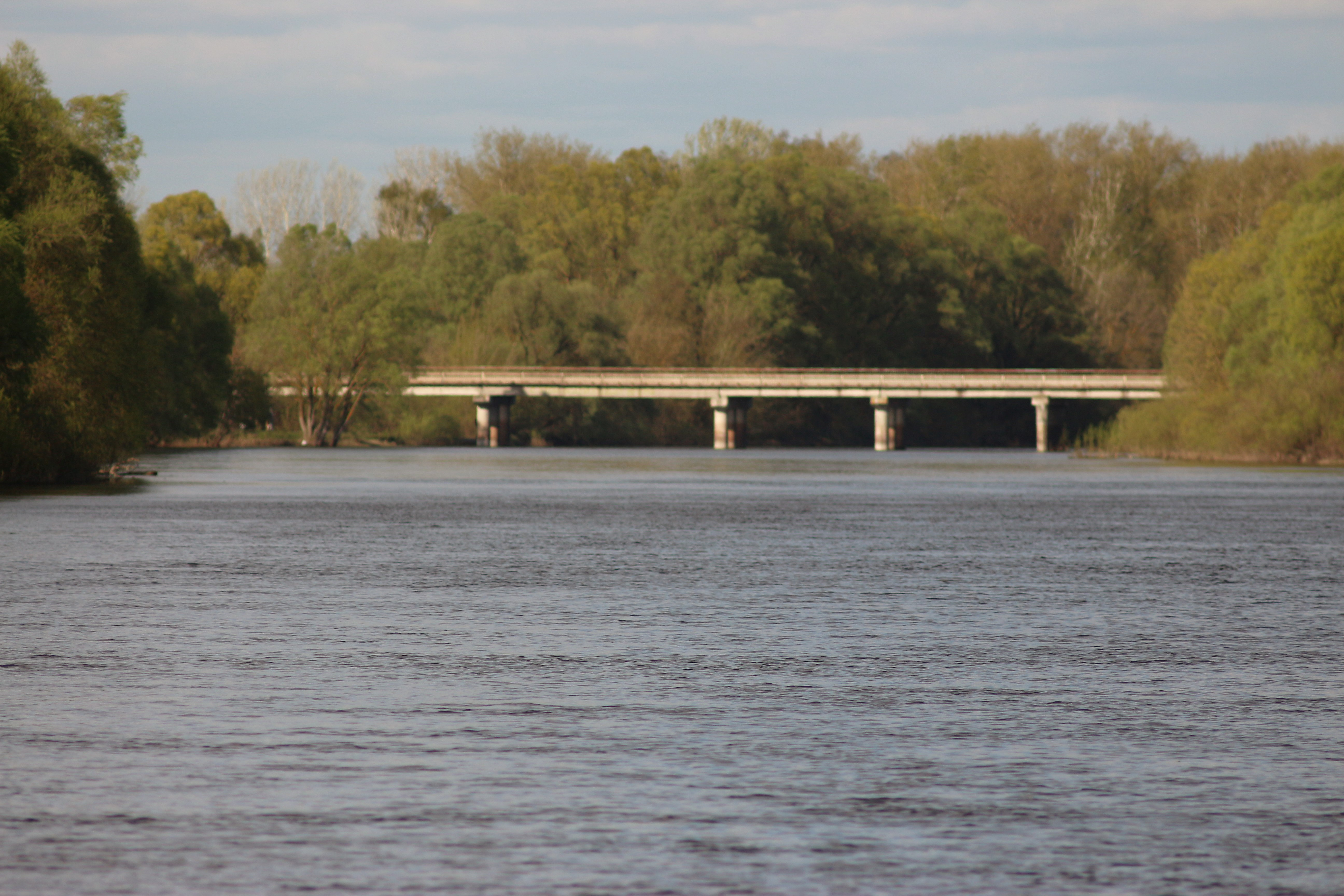
Pont à Ozarytchy du raïon de Konotop, oblast de Soumy.
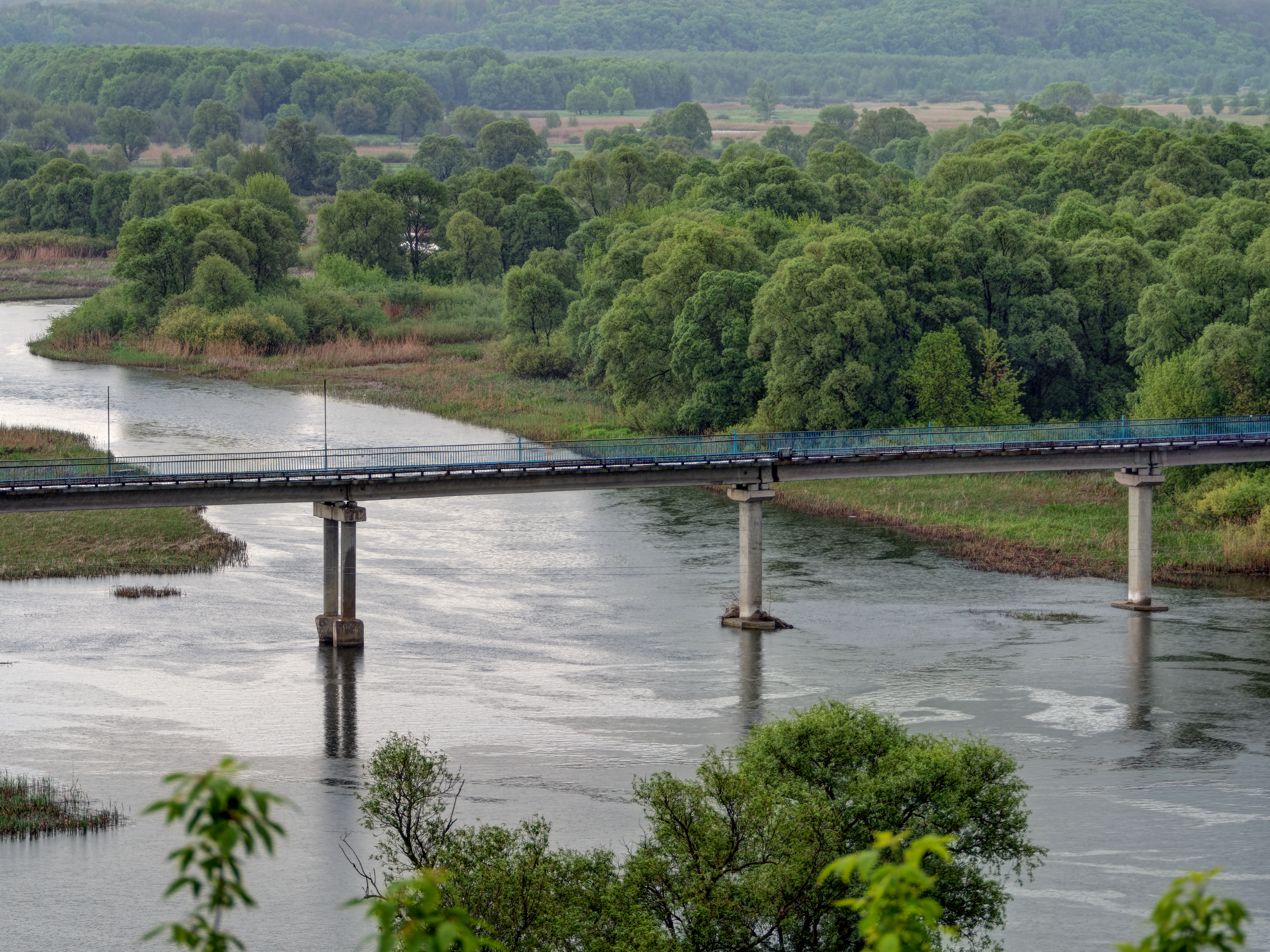
Pont à Rylsk.